# Ad extirpanda
Ad extirpanda (dal latino: "Per estirpare") è una bolla pontificia emessa il 15 maggio 1252, ad opera di papa Innocenzo IV e di validità confermata sia da papa Alessandro IV il 30 novembre 1259 sia da papa Clemente IV il 3 novembre 1265. 

## Contenuto
La bolla era indirizzata ai podestà della Lombardia, della Romagna e della Marca Trevigiana. Secondo la bolla, quando qualcuno era sospettato di eresia doveva essere interrogato dal vescovo diocesano oppure da un suo vicario. Se il sospettato era ritenuto colpevole d'eresia, veniva rimandato al podestà, che era autorizzato a disporre della tortura, perché confessasse apertamente l'eresia di cui era stato riconosciuto colpevole e indicasse i nomi di altri eretici. Questa approvazione è dichiaratamente pubblicata per fronteggiare l'insorgere dei numerosi movimenti eretici del XIII secolo; l'atto prende infatti il nome da uno dei suoi passaggi iniziali, che indicando la finalità della decisione recita:
(Canone 25 della Bolla)
La sezione 25 autorizza dunque l'uso della tortura ("tormenti") contro gli eretici "senza però arrecare loro alcun danno fisico permanente o morte" ("citra membri diminutionem et mortis periculum")  e a "confessare esplicitamente i loro errori e ad accusare altri eretici di loro conoscenza". In questo articolo gli eretici vengono, pertanto, equiparati ai ladri e agli assassini ("tamquam vere latrones, et homicidas animarum"). Tale regola persistette per tutto il Medioevo nell'ambito dell'istituzione eccelesiastica (anche se non nel tribunale civile), tuttavia gli abusi dai tribunali locali furono comunque commessi, anche se comunque regolarmente puniti dall'autorità papale.
La decisione papale segue di pochi giorni l'assassinio dell'inquisitore generale di Milano, Pietro da Verona, ad opera dei catari nel bosco di Farga, a Seveso, il 6 aprile dello stesso anno, nel sabato successivo alla Pasqua, prima della domenica In Albis.